# L'Arche (bande dessinée)
Pour les articles homonymes, voir L'Arche.
L'Arche est une série de bande dessinée française, créée par le dessinateur Vincent Mallié et le scénariste Jérôme Félix et éditée entre 2003 et 2005 par l’éditeur Soleil Productions. En 2011, une nouvelle version remastérisée chez les Vents d'Ouest.

## Description

### Personnages
- Pad, le policier
- Émilio Menez, le jeune étudiant
- Alice, la copine d'Émilio
- Asia

## Publications

### Version originale
- L'Arche, Soleil :

1. Projet Sherwood, 2003  (ISBN 2-84565-451-0)[2].
2. Frankenstein, 2003  (ISBN 2-84565-657-2).
3. SETI, 2005  (ISBN 2-84565-984-9).

- L'Arche : L'Intégrale, Soleil, 2007  (ISBN 978-2-84946-202-7).

### Éditions remastérisées
- 1 Projet Sherwood, Vents d'Ouest, « Fantastique », 2011
Scénario : Jérôme Félix - Dessin et couleurs : Vincent Mallié - (ISBN 978-2-7493-0636-0))
- 2 Frankenstein, Vents d'Ouest, « Fantastique, 2011
Scénario : Jérôme Félix - Dessin : Vincent Mallié - Couleurs : Stéphane Paitreau et Delphine Rieu - (ISBN 978-2-7493-0637-7))
- 3 SETI[3], Vents d'Ouest, « Fantastique, 2011
Scénario : Jérôme Félix - Dessin : Vincent Mallié - Couleurs : Stéphane Paitreau et Delphine Rieu - (ISBN 978-2-7493-0638-4))